# Международный совет ономастических наук

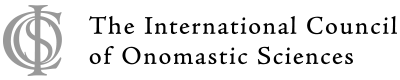
Лого

Международный совет ономастических наук (англ. International Council of Onomastic Sciences, ICOS) — международная организация, объединяющая учёных, ведущих исследования в сфере ономастики — науки об именах собственных (например, топонимах, личных именах и других видов имён собственных). Официальными языками ICOS являются английский, французский и немецкий.

## Деятельность членов ICOS
Учёные, входящие в ICOS, изучают происхождение и историю имён, системы личных имён, используемых разными культурами, использование и значение имён литературных персонажей, создание фирменных наименований и многие другие аспекты названий мест, учреждений, произведений искусства и других объектов. Многие члены ICOS участвуют в реализации различных проектов, в частности, международной стандартизации географических названий. Целью ICOS (в отличие от многих национальных топонимических обществ) является продвижение, представление и координация исследований имён собственных на международном уровне и в междисциплинарном контексте. ICOS осуществляет публикацию научных исследований и разработку исследовательского инструментария. Члены ICOS представляют такие научные дисциплины, как лингвистика,филология, история, социология, антропология, психология, география и литературоведение. ICOS заменил существовавший ранее Международный комитет онмастических наук, который был закрытым обществом, состоящим исключительно из кооптированных представителей стран.

## Журнал ONOMA
Официальным изданием ICOS является ежегодный журнал «ONOMA». Руководство журналом осуществляет главный редактор совместно с редакционной коллегией. В журнале публикуются актуальные исследовательские отчеты, а также отеоретические статьи, касающиеся всех направлений ономастики. Каждый выпуск журнала является тематическим и готовится совместно со специально приглашенным редактором. ICOS также публикует нерегулярный информационный бюллетень.

## Рабочие группы
ICOS имеет две активные рабочие группы по направлениям:
- библиография — формирование международной библиографии ономастических исследований;
- терминология — единой международной ономастической терминологии.

## Конгрессы
ICOS регулярно (как правило, раз в 3 года) проводит Международный конгресс ономастических наук. На конгрессах избирается Генеральная Ассамблея ICOS, а также её должностные лица. Текущее руководство ICOS осуществляется избранным Советом директоров. Международные конгрессы ономастических наук проходили:
- Париж, 1938
- Париж, 1947
- Брюссель, 1949
- Уппсала, 1952
- Саламанка, 1955
- Мюнхен, 1958
- Флоренция, 1961
- Амстердам, 1963
- Лондон, 1966
- Вена, 1969
- София, 1972
- Берн, 1975
- Краков, 1978
- Анн-Арбор (США), 1981
- Лейпциг, 1984
- Квебек, 1987
- Хельсинки, 1990
- Трир, 1993
- Абердин, 1996
- Сантьяго-де-Компостела, 1999
- Упсала, 2002
- Пиза, 2005
- Торонто, 2008
- Барселона, 2011
- Глазго, 2014[3]
- Дебрецен, 2017[4]
- Краков, 2021[5][6]

Следующий конгресс будет проведен в 2024 году в Хельсинки (Финляндия).

## Президенты
- Профессор Хендрик Йожеф ван де Вайер (Бельгия), 1950—1968
- Профессор Анри Дрэ (Бельгия), 1969—1983
- Профессор Карел Роландтс (Бельгия), 1984—1990
- Профессор Вильгельм Ф. Х. Николайсен (США, Великобритания), 1990—1996
- Профессор Роберт Рененаар (Нидерланды), 1996—1999
- Профессор Изольда Хаузнер (Австрия), 1999—2002
- Д-р Матс Валберг (Швеция), 2002—2005
- Профессор Мария Джованна Аркамоне (Италия), 2005—2008
- Профессор Шейла Эмблтон (Канада), 2008—2011
- Профессор Кэрол Хаф (Великобритания), 2011—2014
- Д-р Милан Гарвалик (Чехия), 2014—2017
- Д-р Паула Шъёблум (Финляндия), 2017—2021
- Д-р Каталин Ресеги (Венгрия), 2021—2024